# 佐々木文山
佐々木 文山（ささき ぶんざん、万治2年3月22日（1659年5月13日） - 享保20年5月7日（1735年6月27日））は、江戸時代初期の書家。名は襲、諱は淵龍、字は文山、通称は百助、臥龍または墨花堂と号す。兄の玄龍も書家である。

## 略伝
江戸で生まれる。性質は頴敏爽邁、幼い時から書を善くし、長じて学を好み難解な王羲之・王献之の書も読み解いたという。宝永6年（1709年）に致仕するまで讃州・高松藩の禄を受け、江戸の西窪に住む。長野氏からの養子・嘉武を跡継ぎとするが早世したため、晩年に得た長男・嘉隆（文生）を後嗣とした。その子孫は書法をもって高松藩の家臣として仕えた。病を得て芝圯の郷で没する。享年77歳。武州三縁山（増上寺）浄運院に葬る。現墓所は青山霊園(2イ11-34)。法号は「流芳院發誉墨花文山居士」。

## 書法と逸話
兄の玄龍と同じく、朝鮮・中国の影響を受けて、篆書・隷書・楷書・草書すべて古体を守ったという。門人の中でも久慈文真が知られている。
俳人の宝井其角は兄の弟子であったので親しかった。ある時、其角や紀伊國屋文左衛門とともに吉原へ遊びに行ったところが、揚屋の主人から屏風に書を求められ、酔っ払った勢いで「此所小便無用」と書いてしまった。揚屋の主人が興ざめしている横から其角が筆をとって「花の山」と書き足すと、文左衛門が「此所小便無用　花の山」は面白い句になったと笑って主人も悦び、その場がおさまったという。文山は酒を好み、酔うほどに筆に妙味が出ると言われていた。
『二老略伝』という文献には、細井広沢が書いた稲荷の額を見て「これは中国人の書だ。日本にこれほどの書家はいない」と褒めた後で作者が広沢と知り、「広沢先生には再々手を措く。この間もある巻物を見て中国人と思って褒め、名を見て我を折ったことだった。さても見事な書だ」といった。当時名利を争う書家が多かった中で、これほど率直な人はいないと評される。